# Paralacydes borneensis
Paralacydes borneensis là một loài bướm đêm thuộc phân họ Arctiinae, họ Erebidae.